# LION'S GATE
LION'S GATE（ライオンズ・ゲート）は、新日本プロレスが主催していた若手選手によるプロレス興行。

## 概要
2015年7月18日、新日本プロレスの戦略発表会で発表した若手選手の育成を目的とした新世代育成プロジェクト。主役となるのはヤングライオンと呼ばれる新日本プロレスの若手選手であるが新日本プロレスのベテラン選手や他団体の選手にも出場枠が与えられている。新人選手のデビュー戦、若手選手同士の試合、若手選手対ベテラン選手の試合など多種多様な試合が展開されている。他団体の選手に門戸を開いており普段は見られない他団体同士の対決が実現する数少ない機会となる。

## 歴史
2016年
- 2月25日、新宿FACEで旗揚げ戦「LION'S GATE PROJECT1」を開催。
- 5月19日、新宿FACEで「LION'S GATE PROJECT2」を開催。
- 9月1日、新宿FACEで「LION'S GATE PROJECT3」を開催。

2017年
- 4月13日、新宿FACEで「LION'S GATE PROJECT4」を開催。
- 5月9日、新宿FACEで「LION'S GATE PROJECT5」を開催。
- 6月15日、新宿FACEで「LION'S GATE PROJECT6」を開催。
- 7月4日、新宿FACEで「LION'S GATE PROJECT7」を開催。
- 10月12日、新宿FACEで「LION'S GATE PROJECT8」を開催。
- 11月16日、新宿FACEで「LION'S GATE PROJECT9」を開催。
- 12月21日、新宿FACEで「LION'S GATE PROJECT10」を開催。

2018年
- 4月10日、新宿FACEで「LION'S GATE PROJECT11」を開催。
- 5月15日、新宿FACEで「LION'S GATE PROJECT12」を開催。
- 6月13日、新宿FACEで「LION'S GATE PROJECT13」を開催。

## 参戦選手
- 永田裕志
- 中西学
- 天山広吉
- 小島聡
- 柴田勝頼
- YOSHI-HASHI
- 本間朋晃
- ジュース・ロビンソン
- 本城匠
- トーア・ヘナーレ
- 岡倫之
- 北村克哉
- タイガーマスク（4代目）
- 田口隆祐
- 邪道
- 外道
- エル・デスペラード
- デビッド・フィンレー
- ジェイ・ホワイト
- 金光輝明
- 川人拓来
- 海野翔太
- 八木哲大
- 成田蓮
- 上村優也
- 辻陽太
- 岩本煌史
- 青柳優馬
- 丸藤正道
- 中嶋勝彦
- 潮崎豪
- 拳王
- マイバッハ谷口
- マサ北宮
- モハメド・ヨネ
- クワイエット・ストーム
- 小川良成
- 石森太二
- 大原はじめ
- 平柳玄藩
- 熊野準
- 友寄志郎
- 清宮海斗
- キャプテン・ノア（2代目）
- 関本大介
- 野村卓矢
- ディック東郷
- 卍丸
- Ken45°
- TAKAみちのく
- 吉野コータロー
- GO浅川
- 吉田綾斗
- ダイナソー拓真
- 兼平大介
- 佐山駿介
- 杉浦透
- ヒロ斎藤

## 他団体における同じ趣旨の興行
- AJ PHOENIX（全日本プロレス）
- プロレスリング・セム（プロレスリング・ノア）
- プロレスリングZERO-SUN（プロレスリングZERO1-MAX、プロレスリングSUN）
- 元気（プロレスリングZERO1）
- 海岸プロレス（プロレスリングZERO1）
- Dダッシュ（大日本プロレス）
- D-RIZE（大日本プロレス）
- 月刊若手通信（DDTプロレスリング）
- DDT NEW ATTITUDE（DDTプロレスリング）
- ヤングダムズプロレス（プロレスリングFREEDOMS）
- OOGAMANIA（みちのくプロレス）
- 道場プロレス（みちのくプロレス）
- DRAGONGATE NEX（DRAGONGATE）
- CLUB-K FRESH（KAIENTAI DOJO）
- ヤングマスター（道頓堀プロレス）
- グリーン☆ボーイ（ダブプロレス）
- 点火（プロレスリングHEAT-UP）
- WNC FUTURE（WNC）
- WNC advance（WNC）
- 蛟龍R（天龍プロジェクト）
- BRAVE HEART（リアルジャパンプロレス）
- YOUNGプロレスわっしょい!（暗黒プロレス組織666）
- Truth（ガッツワールドプロレスリング）
- 若鯱プロレス（スポルティーバエンターテイメント）
- 青春・無限大パワー（JWP女子プロレス）
- YOUNG OH! OH!（プロレスリングWAVE）
- NEW BLOOD（スターダム）
- Teens（アイスリボン）
- Teens&Junior（アイスリボン）
- P's Party（アイスリボン）